# Tobermory Single Malt

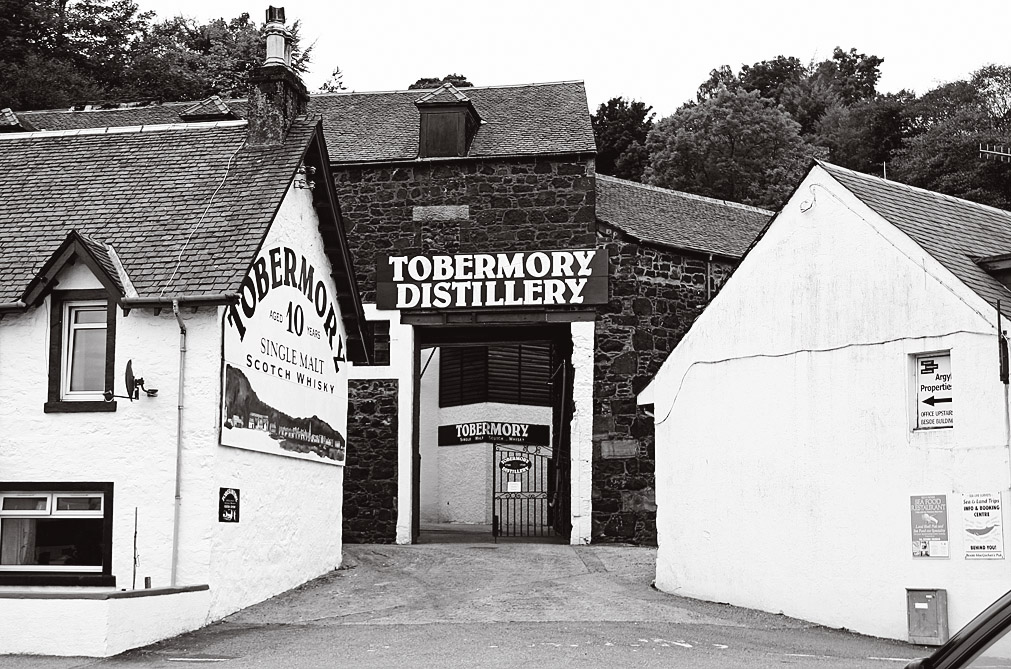
Distilleerderij Tobermory

Tobermory Single Malt is een Schotse single malt whisky, die op het eiland Mull (Binnen-Hebriden) wordt gemaakt in de Tobermory Distillery.
Tobermory wordt gemaakt van gerst die wordt gedroogd zonder dat daar turf aan te pas komt. De turfgeur die andere whisky's kenmerkt is dan ook bij Tobermory nauwelijks aanwezig. De whisky wordt minimaal tien jaar gerijpt in eiken vaten, voordat hij gebotteld wordt. Hij heeft een lichte amberkleur en een frisse, fruitige geur. Tobermory is dan ook bij uitstek geschikt voor beginnende whiskydrinkers, om kennis te maken met de Island single malt whiskies.
Ledaig wordt internationaal goed gewaardeerd, exportlanden zijn onder andere de Verenigde Staten, Canada, Frankrijk, Duitsland, Nederland, België, Denemarken en Japan.